# Simplex Nthala
Simplex Nthala (ur. 24 lutego 1988) – malawijski piłkarz grający na pozycji bramkarza.

## Kariera klubowa
Karierę piłkarską Nthala rozpoczął w klubie MTL Wanderers Blantyre. W 2008 roku zadebiutował w jego barwach w pierwszej lidze Malawi i stał się pierwszym bramkarzem zespołu.

## Kariera reprezentacyjna
W reprezentacji Malawi Nthala zadebiutował w 2009 roku. W 2010 roku w Pucharze Narodów Afryki 2010 był rezerwowym dla Swadica Sanudiego i nie rozegrał żadnego spotkania.